# Бат (округ, Вірджинія)
Шаблон:StateAbbr_ 38°04′ пн. ш. 79°44′ зх. д. / 38.06° пн. ш. 79.74° зх. д.
Округ Бат (англ. Bath County) — округ (графство) у штаті Вірджинія, США. Ідентифікатор округу 51017.

## Історія
Округ утворений 1790 року.

## Демографія
За даними перепису 2000 року загальне населення округу становило 5048 осіб, усе сільське. Серед мешканців округу чоловіків було 2532, а жінок — 2516. В окрузі було 2053 домогосподарства, 1452 родин, які мешкали в 2896 будинках. Середній розмір родини становив 2,8.
Віковий розподіл населення поданий у таблиці:
| Стать    | До 15 років | 15-21 | 22-29 | 30-39 | 40-49 | 50-65 | 65-85 | Понад 85 |
| -------- | ----------- | ----- | ----- | ----- | ----- | ----- | ----- | -------- |
| Чоловіки | 446         | 197   | 188   | 412   | 361   | 567   | 340   | 21       |
| Жінки    | 425         | 162   | 196   | 360   | 381   | 509   | 425   | 58       |

## Суміжні округи
- Гайленд — північ
- Огаста — північний схід
- Рокбридж — схід
- Аллегені — південь
- Ґрінбраєр, Західна Вірджинія — південний захід
- Покахонтас, Західна Вірджинія — захід

## Виноски
1. ↑  U.S. Decennial Census. United States Census Bureau. Архів оригіналу за 26 квітня 2015. Процитовано 1 січня 2014.
2. ↑  Historical Census Browser. University of Virginia Library. Архів оригіналу за 26 грудня 2013. Процитовано 1 січня 2014.
3. ↑  Population of Counties by Decennial Census: 1900 to 1990. United States Census Bureau. Архів оригіналу за 15 грудня 2013. Процитовано 1 січня 2014.
4. ↑  Census 2000 PHC-T-4. Ranking Tables for Counties: 1990 and 2000 (PDF). United States Census Bureau. Архів оригіналу (PDF) за 18 грудня 2014. Процитовано 1 січня 2014.
5. ↑  State & County QuickFacts. United States Census Bureau. Архів оригіналу за 6 липня 2011. Процитовано 1 січня 2015. [Архівовано 2011-06-07 у Wayback Machine.](англ.) Наведено за англійською вікіпедією.
6. ↑  American FactFinder. Бюро перепису населення США. Архів оригіналу за 26 лютого 2012. Процитовано 31 січня 2008. [Архівовано 2008-05-21 у Wayback Machine.]

| США | Це незавершена стаття з географії США. Ви можете допомогти проєкту, виправивши або дописавши її. |